# Saint-Servais (Finistère)
Saint-Servais (bret. Sant-Servez-Landivizio) – miejscowość i gmina we Francji, w regionie Bretania, w departamencie Finistère. W 2013 roku populacja gminy wynosiła 845 mieszkańców. Przez miejscowość przepływa rzeka Élorn. 